# Craig Moss
Craig Moss é um cineasta e roteirista estadunidense conhecido por fazer filmes de paródias e comédia de ação. Seus filmes incluem o filme Bad Ass: Acima da Lei, e suas sequências, Bad Ass 2: Ação em Dobro e Bad Ass 3 - Dois Durões em Bayou.